# Sputnik 4
Lo Sputnik 4 fu un satellite artificiale dell'Unione Sovietica. La designazione ufficiale della missione era però Korabl-Sputnik 1 (nave-satellite 1). Nel mondo occidentale non si conoscevano i dettagli dell'operazione sovietica che fu così associata al precedente programma Sputnik e indicata come Sputnik 4. Si trattò invece del primo test di lancio per il Vostok che, in seguito, venne utilizzato per il primo volo umano nello spazio. Venne messo in orbita il 15 maggio 1960, e rientrò in atmosfera il 5 settembre 1962 dopo una missione di due anni e centotredici giorni. Un pezzo di ciò che restava dello Sputnik 4 dopo il rientro fu rinvenuto nel mezzo della strada principale di Manitowoc nel Wisconsin (Stati Uniti).
Questo modulo spaziale, il primo di una serie di satelliti usato per studiare la possibilità di un volo spaziale umano, conteneva strumenti scientifici, un sistema televisivo, e, soprattutto, una capsula di autosostentamento biologico con all'interno un manichino che riproduceva un cosmonauta. La nave spaziale è stata progettata per studiare il funzionamento del sistema vitale di un essere umano e degli sforzi che esso subisce durante il volo.
Lo Sputnik 4 ha radiotrasmesso sia la vasta telemetria che ha registrato, sia le comunicazioni in viva voce preregistrate per simulare il cosmonauta. Dopo 4 giorni di volo, la cabina di rientro è stata separata dal modulo di servizio e sono stati accesi i retrorazzi, ma per un errato comportamento la navicella non è rientrata in atmosfera come previsto.